# 부활LOVE
〈부활LOVE〉(일본어: 復活LOVE 훗카츠라브[*])는 아라시의 48번째 싱글이다.

## 개요
전작 〈사랑을 외쳐〉로부터 약 5개월 만의 싱글이다.

## 수록곡

### 초회 한정반
CD
1. 復活LOVE / 부활LOVE
작사: 타케우치 마리야 / 작곡·편곡: 야마시타 타츠로
2. affection
작사·작곡: nobby / 편곡: 사사키 히로후미
3. affection （オリジナル・カラオケ）

DVD
1. 〈復活LOVE〉 (비디오 클립+메이킹) / 스페셜 토크

### 통상반
CD
1. 復活LOVE / 부활LOVE
2. 愛のCollection / 사랑의 Collection
작사: paddy / 작곡: Chris Meyer / 편곡: 요시오카 타쿠
3. Bang Bang
작사: 100+ / 작곡: Robert Hanna, Ninos Hanna, Jeppe Reil, Thomas Reil / 편곡: 이시즈카 토모키
4. Are you ready now?
작사: 미우라 토모카즈 / 작곡·편곡: Jeremy Hammond
5. 復活LOVE （オリジナル・カラオケ）
6. 愛のCollection （オリジナル・カラオケ）
7. Bang Bang （オリジナル・カラオケ）
8. Are you ready now? （オリジナル・カラオケ）